# 长腹鱼虱属
长腹鱼虱属（学名：[Sciaenophilus] 错误：{{Lang}}：文本有斜体标记（帮助））为鱼虱科的一个属。寄生于海鱼。
现接受名为鱼虱属（Caligus Müller O.F., 1785）。

## 下属物种
本属包括以下物种：
- 花姑长腹鱼虱 Sciaenophilus nibeae (Shen) = Caligus nibeae Shen，寄生于双棘花姑鱼的鳃盖内壁，分布于广东。